# Casentino
De Casentino is de vallei in de Italiaanse regio Toscane waar de bovenloop van de Arno doorstroomt. De vallei heeft een ovale vorm met een lengte van circa 60 km, een maximale breedte van circa 30 km en een oppervlakte van 826,49 km². De vallei wordt afgesloten door de 1.654 m hoge Monte Falterona op de flanken waarvan de Arno ontspringt. De toegang tot de vallei is de plaats Subbiano waarna de vallei openvalt.
In 2009 woonden er 48.870 inwoners in Casentino. Enkele plaatsen in de vallei zijn Capolona, Subbiano, Castel Focognano, Bibbiena, Poppi, Chiusi della Verna, Pratovecchio en Stia. De inwoners van de vallei worden Casentinesi genoemd.
De Casentino is een van de omvangrijkste valleien die samen de Italiaanse provincie Arezzo vormen; de andere drie zijn Valdarno, Val di Chiana en Val Tiberina. De provinciehoofdstad Arezzo ligt op de plaats waar de vallei Casentino overgaat in de valleien Valdarno en Val di Chiana, verder stroomafwaarts langs de Arno. 
Al sinds 1910 wordt jaarlijks de Ronde van Casentino, een wielerwedstrijd, in deze vallei verreden.
Een deel van de vallei is onderdeel van het groter Nationaal park Foreste Casentinesi, Monte Falterona, Campigna.